# Joan Alcover i Maspons

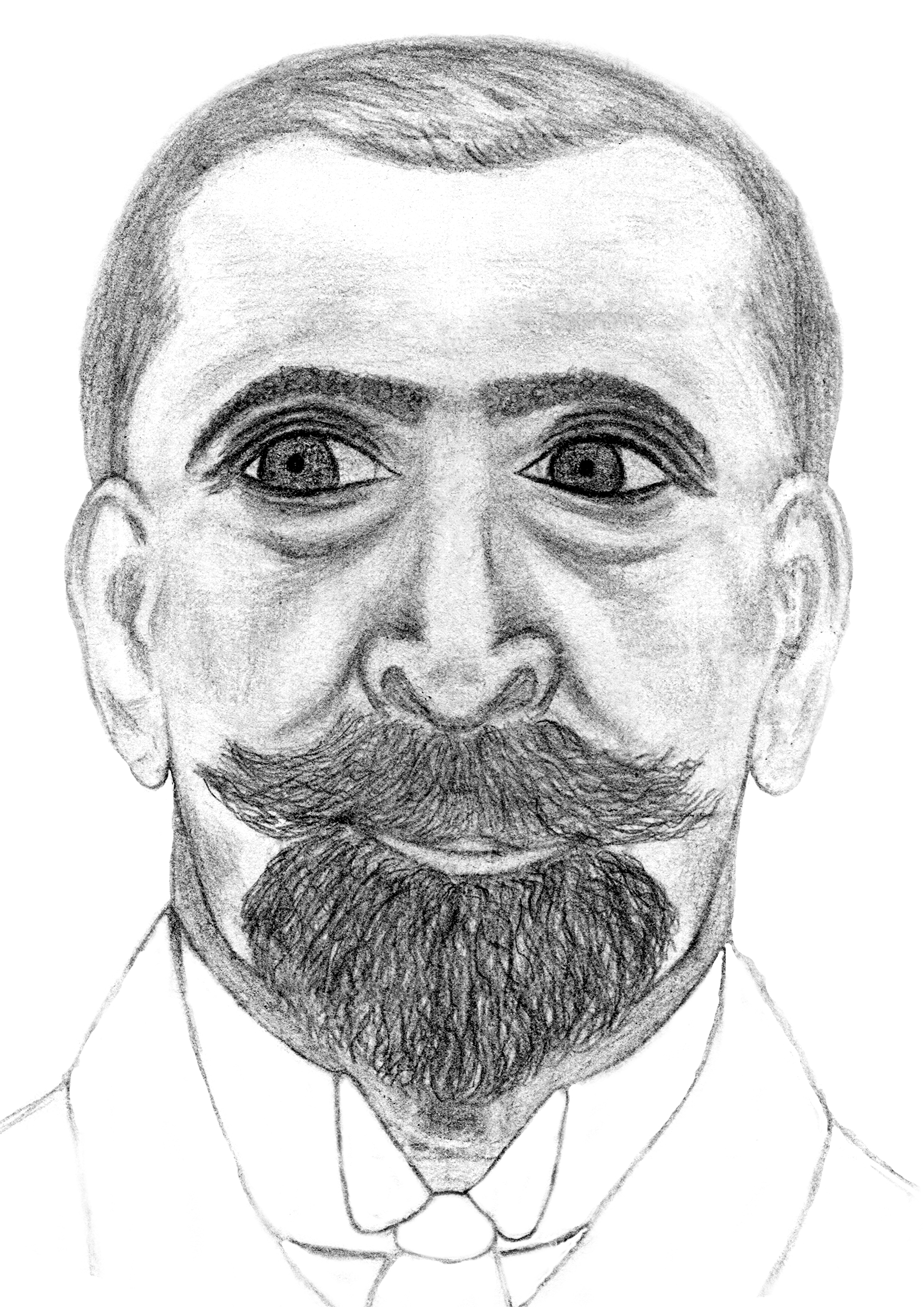
Porträtzeichnung von Joan Alcover i Maspons

Joan Alcover i Maspons (* 1854 in Palma; † 1926 ebenda) war ein mallorquinischer Dichter, Essayist und Politiker.

## Leben
Er war ein Schüler von Josep Lluís Pons i Gallarza und Mitschüler von Miquel Costa i Llobera. Alcover gehörte zu der so genannten Kunstrichtung der Escola Mallorquina.
Mehrere seiner Werke wurden in verschiedene Sprachen übersetzt und veröffentlicht. Zu seinen Werken zählt die mallorquinische Hymne La Balanguera, mit der Musik von Amadeu Vives, die unter anderem interpretiert wurde von der Sängerin Maria del Mar Bonet sowie den Musikgruppen Els Ocults, Ximbomba Atòmica und Chenoa.

## Werke (Katalanisch)
- La Balanguera (L'himne oficial de Mallorca)
- La serra (un poema), homenatge a Costa i Llobera
- La relíquia (un poema), a petició de Santiago Rusiñol i Prats
- Cap al tard, 1909
- Poemes bíblics, 1918

## Werke (Kastilisch)
- Poesías, 1887
- Nuevas Poesías, 1892
- Poemas y armonías, 1894
- Meteoros, 1901